# Зонта Интернешънъл
Зонта Интернешънъл е международна неправителствена организация (service organization) с мисия да овластява жените и да развива статута им в обществото.

## История
Първият Зонта клуб е създаден през 1919 година в Бъфало, Ню Йорк, САЩ от група работещи жени под ръководството на Мариан де Форест. Клубът използва създадените Ротари правила за членство, като водещо за Зонта става – всички жени-членки да са работещи в различни професии и поне 60 процента от времето им да е в полза на тяхната професия. До 1923 година са създадени още клубове в Ню Йорк, Вашингтон, Детройт и Толедо, Охайо. За национален Зонта президент е избрана Хариет Акройд от Ютика, Ню Йорк.
През 1930 година е основана Конфедерецията на Зонта клубовете и в същата година Зонта се превръща в Зонта Интернешънъл с разкриването и на първия европейски клуб във Виена, Австрия.
За стогодишната си история Зонта Интернешънъл си проправя нелекия път на организация на професионалистки, които работят за благото на всички жени, за овластяването им така, че да разгърнат свободно своя потенциал.
Седалището на Зонта Интернешънъл е в Оук Брук, Илиноис, САЩ. Зонта е най-авторитетната неправителствена организация, която развива статута на жените в обществото, бори се срещу насилието над жени и деца, създала е и продължава да развива редица образователни и социални програми, присъжда международни стипендии и награди.
Зонта Интернешънъл има консултативен статут в Съвета на Европа и в Организацията на обединените нации (ООН), работи с Международната организация на труда (МОТ) и с няколко от агенциите на ООН.
Организацията Зонта Интернешънъл наброява повече от 31 000 члена в 65 страни на всички континенти.
Името ЗОНТА са символи от езика на индианците сиукси, които означават честност и доверие.

## Структура
Зонта Интернешънъл работи в 31 обособени региони и един географски регион. Дистриктите обединяват части от различни държави, които са групирани в арии (райони). В ариите членуват клубовете на Зонта Интернешънъл.
Конгресът (конвенцията) се свиква на всеки две години и избира ръководството на Зонта Интернешънъл и членовете на Международната избирателна комисия.

## Програми и проекти
Зонта Интернешънъл се стреми да предостави възможности на жените чрез редица образователни програми, награди и стипендии и финансира международни проекти, които осъществява заедно с някои от агенциите на ООН.

### Стипендия „Амелия Еърхарт“
Създадена през 1938 г. в чест на известната жена-пилот и зонтианка Амелия Еърхарт, стипендията се присъжда ежегодно на жени, които защитават докторска степен по космически науки или космическа техника и технология. Стипендията от 10 000 щатски долара се присъжда ежегодно на 35 стипендианти по цял свят и може да се използва във всеки университет или колеж, който предлага акредитирани следдипломни курсове и степени в тези области.
Международната президентка на Зонта Интернешънъл с мандат 2020 – 2022 Шарън Лангенбек е два пъти носител на стипендията „Амелия Еърхарт“ от 1977 и 1978 г. След като започва работа тя е една от малкото жени с докторска степен в областта на космическите науки и решава да се присъедини към Зонта.

### Стипендии „Джейн М. Клаусман“ за жени в бизнеса
Програмата за стипендии „Жени в бизнеса“ носи името на зонтианката Джейн М. Клаусман и е насочена към жени, които учат за получаване на степените бакалавър и магистър по управление на бизнеса. От създаването на програмата Зонта е отпуснала 357 стипендии за жени от 47 държави.

### Стипендия за жени в технологиите
Това е най-новата програма на Зонта Интернешънъл, чийто старт беше през 2019 г. Световната икономика, индустрия и науки стават все по-дигитализирани и това променя обществените възприятия и социални процеси. Жените все още са слабо представени в областта на технологиите. За да се създаде свят, в който мъжете и жените имат равни възможности, жените трябва да играят активна роля в технологиите и технологичното развитие. Ето защо Зонта Интернешънъл учреди нова стипендия през 2019 г., за да насърчи жените да продължат образованието си, възможностите за кариера и да заемат достойното си място в новите технологии.

### „Млади жени в публичните отношения“
Създадена през 1990 г. от международния президент Ленийн Форд, наградата за „Млади жени в публичните отношения“ насърчава момичета на възраст от 16 до 19 години, които демонстрират ангажираност към лидерство в публичните отношения, правителствени и доброволчески организации. Зонта клубовете по цял свят предоставят тази награда, тя се присъжда на ниво ария и дистрикт, а десет международни носители са получават награди от по 4 000 щатски долара всеки.

### Клубове Z и Златен (Golden) Z
Създадена през 1948 г., програмата Z Club и Golden Z Club е една от най-дълго изпълняваните програми в Зонта Интернешънъл. Чрез нея се подпомагат ученици в гимназиите, колежите и университетите да развиват лидерски умения, насърчават се да участват в обществени, училищни и международни проекти за услуги и се работи с младежите за кариерното им ориентиране.

## „Зонта Интернешънъл“ в България
През 1993 година българката Здравка Боздуганова, музикален педагог, който живее в Германия се завръща в България и като член на Зонта клуб Ханау, Германия привлича българки към идеята за световната женска неправителствена организация. През 1995 година е основан (чартиран) първият Зонта клуб в България – Зонта клуб София. Сред основателките са журналистките Мария Стефанова (БНР) и Живка Гичева (БНТ), оперната прима Христина Ангелакова, бизнес дамите Катя Стоичкова, Ева Куванджиева, Дора Чернева, д-р Павлета Табакова, Поли Аначкова – банкер, Рада Йосифова – юрист, и много други.
Броят на клубовете в България бързо се увеличава и така през 2002 година страната ни е отделена, според правилата на Зонта Интернешънъл, в самостоятелна ареа (дистрикт). Днес България заедно със Северна Македония и Румъния образуват „Ареа 05“ на най-големия „Дистрикт 30“ в Зонта Интернешънъл. В него влизат 8 европейски държави или части от тях: Южна Франция, Германия, провинция Баден-Вюртемберг, Северна Италия, Монако, италианска и френска Швейцария, България, Северна Македония и Румъния.

България е най-стабилно стоящата държава на Зонта картата в централна и източна Европа. Българските клубове са общо 8: Зонта клуб (ЗК) Бургас, ЗК Варна, ЗК Велико Търново, ЗК Пловдив, ЗК Русе, ЗК „Света София“, ЗК София, ЗК Стара Загора. Проектите и инициативите на българските клубове са добре познати в България и по света, предават опит в много иновативни полезни практики в служба на обществото, против насилието във всичките му форми и овластяването на жените.
Към българското участие в ръководството на Зонта Интернешънъл зонтианките по света се отнасят с уважение. Българският принос в управлението на най-голямата неправителствена международна организация в защита правата на жените е съществен и продължава да нараства.
Мария Стефанова е от основателките на Зонта в България, журналист и председател на СЕМ (2006 – 2008) става първата българка избрана за международен директор в борда на Зонта интернешънъл с мандат 2012 – 2014 и първият председател (2016 – 2018)на Международната номинационна комисия на Зонта интернешънъл, без да е служила като международен президент на организацията, каквато е обичайната Зонта практика. Следва избирането отново на българка за губернатор на Дистрикт 30 – адвокат Владимира Трачева, която по-късно е избрана и за член на Международната номинационна комисия.
През 2019 г. Зонта клубовете в България отбелязват 100 годишнината на Зонта Интернешънъл с иновативни събития като автопоход и Международна балканска конференция „Жените на Балканите в следващите 100“.
Носители на почетен знак на Зонта клубовете в България и почетни членове на организацията в България са изтъкнати личности като кметът на София Йорданка Фандъкова, Ирина Бокова, Ренета Инджова, Стефка Костадинова, маестро Пламен Карталов и много други.